# NGC 6520
NGC 6520 är en öppen stjärnhop ungefär 6000 ljusår från jorden i skölden.